# Эман, Корнелис

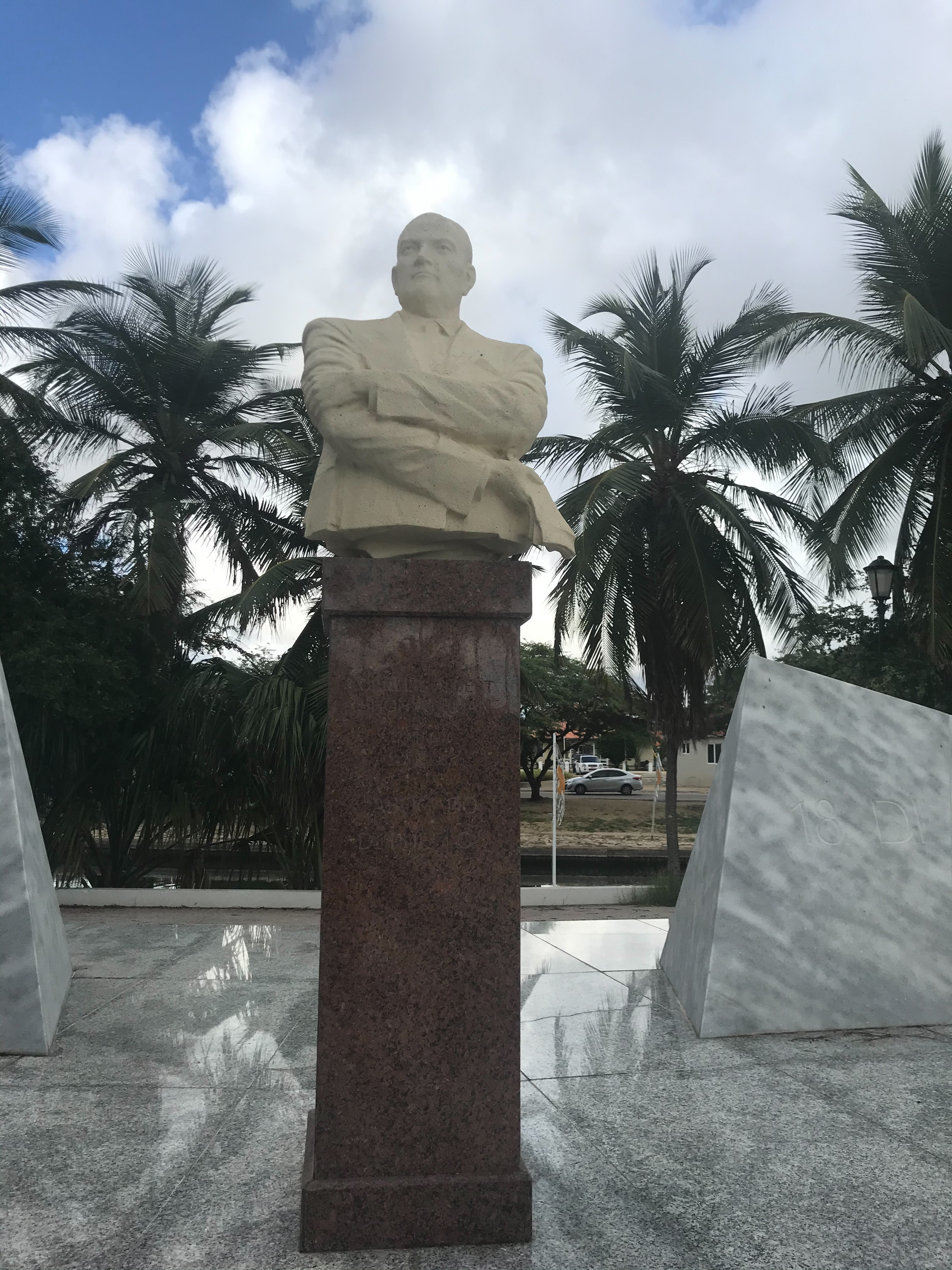
Бюст Корнелиса (Шона А) Эмана в г. Ораньестад (Аруба)

Корнелис Альберт Эман, известный как Шон А (нидерл. и папьям. Cornelis Albert Eman; 17 мая 1916 , Аруба, Нидерландские Антильские острова) — 13 июля 1967) — арубанский политик.

## Биография
Родился в семье политика Шона Эмана, борца за независимость Арубы, основателя Народной партии Арубы (AVP). Отец премьер-министра Хенни Эмана. После смерти отца в 1957 году Шон А стал лидером AVP. С 1939 по 1951 год — член Полит совета партии. В 1951 году был избран депутатом островного парламента Арубы, где проработал 16 лет в качестве члена и лидера фракции. Был также членом парламента Нидерландских Антильских островов с 23 сентября 1958 до своей смерти в 1967 г.
В 1948 году возглавил делегацию Арубы и 18 марта подал прошение королеве Нидерландов Вильгельмине об отделении Арубы от Нидерландских Антильских островов и превращении её в автономную территорию.
Умер от сердечного приступа.